# Alexander Willem Frederik Idenburg
Alexander Willem Frederik Idenburg (Rotterdam, 23 juli 1861 – Den Haag, 28 februari 1935) was officier in het Koninklijk Nederlands-Indisch Leger, en als ARP-politicus onder meer gouverneur-generaal van Nederlands-Indië, gouverneur van Suriname en driemaal minister van Koloniën. Hij heeft drie decennia lang het koloniale beleid van Nederland (mede)bepaald. 

## Militaire loopbaan
Alexander Idenburg bezocht de HBS, vervolgens de Koninklijke Militaire Academie en werd in 1881 benoemd tot tweede luitenant in Oost-Indië bij het Koninklijk Nederlands-Indisch Leger (KNIL). Hij vertrok eind 1882 naar Indië, waar hij aanvankelijk werd geplaatst bij het korps genietroepen te Willem I. In 1883 werd hij bevorderd tot eerste luitenant, in 1885 volgde overplaatsing naar de gewestelijke geniedienst te Soerabaja. Van 1886 tot 1889 was hij adjudant van de commandant van het korps genietroepen. In 1889 werd Idenburg overgeplaatst naar de gewestelijke geniedienst in Atjeh. In 1892 werd hij kapitein en in 1894 ging hij met verlof naar Nederland.
Hij keerde in 1896 naar Indië terug en werd bij het Departement van Oorlog te Weltevreden geplaatst; kort daarop werd hij benoemd bij de generale staf. Vanaf 1896 tot 1901 was Idenburg adjudant van verschillende commandanten van het Indische leger, achtereenvolgens Jacobus Augustinus Vetter, Swart en Heribert Cornelis Pieter de Bruijn.
In 1901 werd hij eervol uit de militaire dienst ontslagen.

## Politieke carrière
Idenburg werd in 1901 voor het kiesdistrict Gouda afgevaardigd naar de Tweede Kamer der Staten-Generaal. Hij presenteerde zich daar als iemand met een grondige kennis van de situatie in Indië. Een jaar later, in 1902, volgde hij de overleden minister van Koloniën op in het Kabinet-Kuyper tot 1905, toen het Kabinet-De Meester aan de macht kwam. Hij was de eerste minister in Nederland die actief beleid uitvoerde in het kader van de zogenaamde Ethische politiek. Er werd onderzoek gedaan naar de slechte sociale positie van de Indonesiërs ('inlanders') op Java en er kwam meer aandacht voor het onderwijzen van Indonesische kinderen.
In 1905 werd hij benoemd tot gouverneur van Suriname; deze functie bekleedde hij tot 1908. In datzelfde jaar werd hem het verzoek gedaan op te treden als Minister van Koloniën in het kabinet-Heemskerk. Ditmaal duurde zijn ministerschap slechts een jaar omdat hij in 1909 benoemd werd tot gouverneur-generaal van Nederlands-Indië.
Idenburg was de eerste bestuurder die het ethisch-imperialisme, zoals dat in 1901 formeel van kracht werd vanuit het Ministerie van Koloniën, vormgaf. Hij groeide uit tot de belichaming van het dubbele karakter van het Nederlands ethisch-imperialisme waarbij sociale en politieke emancipatie samenvielen met hard militair optreden door het KNIL.

### Gouverneur-generaal
Idenburg bekleedde de functie van gouverneur-generaal van 1909 tot 1916. Zijn bewind, zowel in Indië als in Suriname, kenmerkte zich door bevordering van de economische ontwikkeling en hulp aan de verarmde Indonesische bevolking, evenals door maatregelen tot verhoging der welvaart van deze bevolking. Belangrijker nog was zijn opvallende houding ten aanzien van massabewegingen als de Sarekat Islam, Muhhamediyah en de Indische Partij. De eerste twee stond hij toe, ondanks protesten in de Europese pers en het Nederlandse parlement. Idenburg zag de opkomst van deze bewegingen als vrucht van de ethische politiek. De Nederlandse regering moest volgens hem deze uitingen van zelfbewustzijn en emancipatie juist toejuichen. Hij bewonderde de islam om de sterk wervende werking die deze had onder miljoenen Indonesiërs. Tegelijkertijd vreesde hij deze religie.
Idenburg stond aanvankelijk een politiek van associatie voor waarbij Indonesiërs via westers onderwijs toegroeiden naar moderniteit en welvaart, maar tevens hun eigen cultuur konden behouden. Dit gold ook voor de islam. De islam (beleden door circa 40 miljoen onderdanen) kon wat Idenburg betrof in geen enkel geval verenigd worden met de fundamenten van westers onderwijs en de westerse democratie.
Desalniettemin kon Idenburg goed opschieten met de islamitische elite in Indië die stelde dat er binnen de islam gezocht moest worden naar mogelijkheden voor overbrugging van de verschillen in religieuze cultuur. Idenburg had goed contact met Christiaan Snouck Hurgronje en volgde grotendeels de lijn van deze Leidse hoogleraar die zich tot de islam bekeerd had. Dat betekende: scheiding tussen de islam als persoonlijke religie en de islam als politieke doctrine. Dit laatste moest worden bestreden.
Een voorbeeld van dit laatste was het pan-islamisme. Dit was eind negentiende eeuw uitgeroepen door de Turkse kalief, Abdülhamit II. Deze stelde dat alle moslims ter wereld zich politiek moesten verenigen en moesten streven naar omverwerping van het westerse gezag. In 1914 kwam hier nog bij dat de kalief de jihad uitriep als middel om de moslims in de westerse koloniën op te zetten tegen de overheden waarmee Turkije en Duitsland op dat moment in oorlog waren. Er bestond grote angst bij veel politici in Nederland en ambtenaren in Indië ten aanzien van radicale uitingen van de islam. Idenburg besloot tot een eenmalig verbod van de jaarlijkse hadj naar Mekka om te voorkomen dat de Indische moslims daar in aanraking kwamen met het panislamisme, salafisme en ideeën over de jihad.
In de jaren twintig veranderde Idenburgs houding ten aanzien van de associatie-gedachte. Volgens hem zorgde dit ideaal juist voor verwijdering: de Indonesische moslims die het hoogst waren opgeleid (in Nederland) bleken zich het hardst af te zetten. Uiteindelijk werkte dit de verharding van het nationalisme in de hand. Idenburg streed uiteindelijk tegen de opkomende revolutionaire beweging uit angst voor de revolutie, die hij tegelijkertijd voelde naderen.
In 1918 werd hij voor de derde keer minister, ditmaal in het kabinet-Ruijs de Beerenbrouck, waarin hij tot Minister van Koloniën werd benoemd; hij moest echter in 1919 om gezondheidsredenen de portefeuille neerleggen. Een jaar later werd Idenburg door de Provinciale Staten van Zuid-Holland benoemd tot lid van de Eerste Kamer, waarin hij vijf jaar zitting had en voorzitter was van de Anti-Revolutionaire fractie. In 1924 werd hij benoemd tot lid van de Raad van State. Met het bekleden van het ambt van Staatsraad trad Idenburg uit de actieve politiek. Een jaar eerder, ter gelegenheid van het zilveren regeringsjubileum van koningin Wilhelmina, werd hij benoemd tot minister van Staat.

## Persoonlijk
Idenburg groeide op in de Nederlandse Hervormde Kerk, maar sloot zich in 1882 aan bij de Christelijke Gereformeerde (Afgescheiden) Kerk. Toen dit kerkgenootschap in 1892 nagenoeg helemaal samenging met de Nederduits Gereformeerde Kerken (Dolerende), die zich in 1886 van de Hervormde Kerk hadden afgescheiden, in de Gereformeerde Kerken in Nederland, werd Idenburg gereformeerd.
Hij was Ridder in de Orde van de Nederlandse Leeuw (als adjudant van de commandant van het Indische leger), werd benoemd tot Commandeur in de Orde van de Nederlandse Leeuw gedurende zijn verblijf in Suriname, en werd begiftigd met het Ridder Grootkruis in de Orde van de Nederlandse Leeuw bij zijn aftreden als gouverneur-generaal van Nederlands-Indië en bezat verschillende buitenlandse onderscheidingen.
Hij trouwde met zijn nicht Elise Duetz en kreeg zeven kinderen, van wie er vier jong overleden. Idenburg werd door tijdgenoten gezien als een kalme, zalvende, ietwat irenische figuur; een man van een behoedzame koers en een realpolitiker'.
Gouverneur-generaal van de VOC

Both · 
Gerard Reynst · 
Reael · 
Coen · 
Carpentier · 
Coen · 
Specx · 
Brouwer · 
Van Diemen · 
Van der Lijn · 
Carel Reyniersz · 
Maetsuycker · 
Rijcklof van Goens · 
Speelman · 
Camphuys · 
Van Outhoorn · 
Van Hoorn · 
Van Riebeeck · 
Van Swol · 
Zwaardecroon · 
De Haan · 
Durven · 
Van Cloon · 
Patras · 
Valckenier · 
Thedens · 
Van Imhoff · 
Mossel · 
Van der Parra · 
Van Riemsdijk · 
De Klerk · 
Alting

 

Gouverneur-generaal van staatswege

Van Overstraten · 
Siberg · 
Wiese · 
Daendels · 
(Britse interventie: Raffles en Fendall) · 
Van der Capellen · 
De Kock · 
Du Bus de Gisignies · 
Van den Bosch · 
Baud · 
De Eerens · 
Van Hogendorp · 
Merkus · 
Jan Reijnst · 
Rochussen · 
Duymaer van Twist · 
Pahud · 
Prins · 
Sloet van de Beele · 
Prins · 
Mijer · 
Loudon · 
Van Lansberge · 
s'Jacob · 
Van Rees · 
Pijnacker Hordijk · 
Van der Wijck · 
Rooseboom · 
Van Heutsz · 
Idenburg · 
Van Limburg Stirum · 
Fock · 
De Graeff · 
De Jonge · 
Tjarda van Starkenborgh Stachouwer
- Biografisch Portaal: 70045510
- Digitale Bibliotheek voor de Nederlandse Letteren: iden005
- Gemeinsame Normdatei: 133621421
- International Standard Name Identifier: 0000 0000 3629 3897
- Library of Congress Control Number: n85291412
- Nederlandse Thesaurus van Auteursnamen: 070093741
- Parlement.com: vg09ll1wtfwj
- Virtual International Authority File: 6148996142959752931